# Susan Scott (Leichtathletin)
Susan Scott (Susan Mary Scott; * 26. September 1977 in Irvine) ist eine ehemalige britische Mittelstreckenläuferin.
Über 800 m wurde sie für Schottland startend bei den Commonwealth Games 2002 in Manchester und 2006 in Melbourne jeweils Vierte. Bei den Leichtathletik-Weltmeisterschaften 2005 in Helsinki erreichte sie das Halbfinale.
2008 schied sie bei den Olympischen Spielen in Peking über 1500 m im Vorlauf aus.
2002 und 2005 wurde sie englische Meisterin über 800 m, 2009 britische Hallenmeisterin über 1500 m.

## Bestzeiten
- 800 m: 1:59,02 min, 24. März 2006, Melbourne
  - Halle: 2:02,59 min, 16. Februar 2008, Birmingham
- 1500 m: 4:07,00 min, 27. Juni 2008, Villeneuve-d’Ascq
  - Halle: 4:09,07 min, 21. Februar 2008, Stockholm